# Spowiedź Lucjana Skobiela

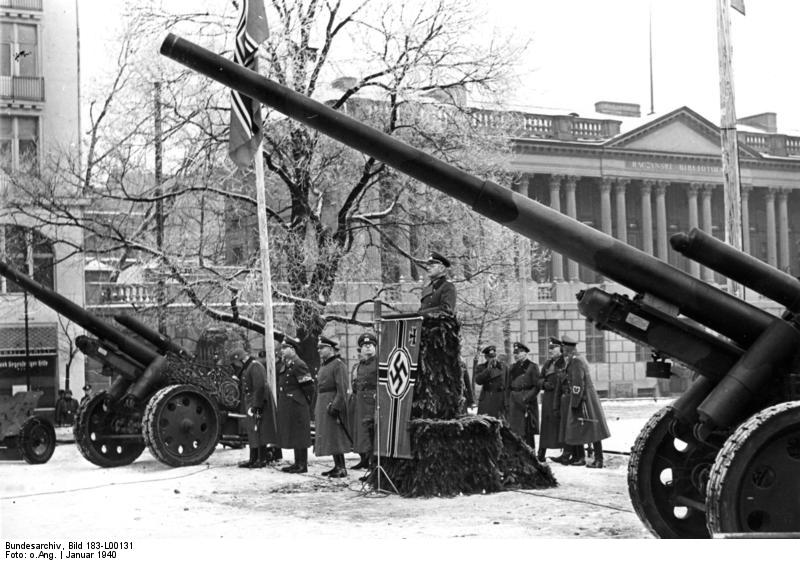
Wojenny Poznań jest tłem dla akcji powieści

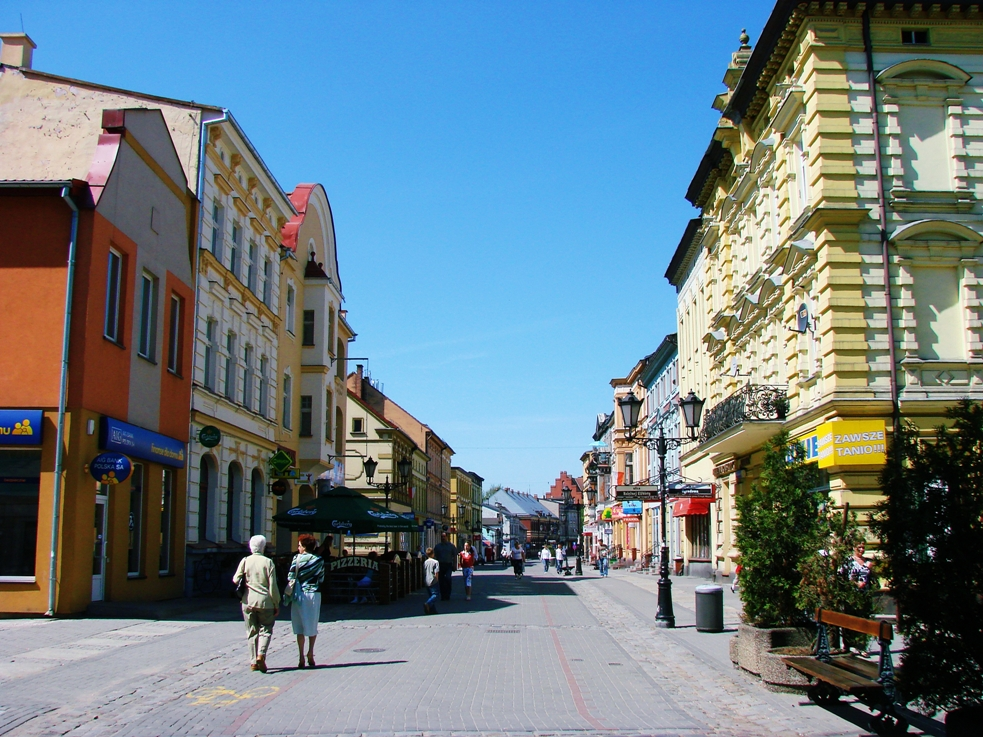
Do Szczecinka, do służby leśnej, wyjechał Skobiel z córką, by zapomnieć o żonie i latach germanizacji

Spowiedź Lucjana Skobiela – powieść Eugeniusza Paukszty, wydana w 1963, a napisana w latach 1961-1962. Akcja rozgrywa się przede wszystkim w Poznaniu i Szczecinku.

## Streszczenie
Powieść jest zapisem części życia leśnika - Lucjana Skobiela, a właściwie historią jego burzliwej miłości do córki - Gosi (Margitki). Gosia była owocem związku z Lucyną, kobietą pochodzącą z niemieckiej rodziny zamieszkałej w Poznaniu. Ojciec Lucyny przyjął narodowość polską, natomiast matka była zagorzałą Niemką. Gosia wychowywana była w rodzinie dwujęzycznej, co w miarę zbliżania się wojny rodziło wewnętrzne konflikty rodzinne. Lucyna coraz bardziej opowiadała się po stronie niemieckiej, a Lucjan, który wyniósł ze szlacheckiego domu rodzinnego na Grodzieńszczyźnie tradycje patriotyczne, starał się wpoić córce wychowanie w duchu polskości. Jesienią 1939, po wkroczeniu do Poznania wojsk hitlerowskich, Lucyna podpisała Volkslistę. Lucjan wrócił z kampanii wrześniowej do obcego już dlań domu, w którym bardzo źle się czuł. Małżeństwo zaczęło się rozpadać. Z czasem Lucyna poznała niemieckiego oficera, z którym się związała, a Lucjan został wysiedlony w Radomskie. Podczas pobytów w Warszawie związał się z podziemnym światkiem handlarzy walutą, co zapoczątkowało jego proces demoralizacji, przerwany wstąpieniem do podziemia (najpierw AK, a potem AL). Brał udział w akcjach partyzanckich, a potem w powstaniu warszawskim. Wszędzie odznaczał się odwagą i zacietrzewieniem w zwalczaniu Niemców. Ponownie dostał się do niewoli i ponownie, jak w 1939, z niej zbiegł. 
Po wojnie wrócił do Poznania owładnięty jednym pragnieniem - odnalezieniem córki. Dowiedział się, że Lucyna zginęła w nalocie, ale Gosia przeżyła. Odnalazł ją na terenie Niemiec już jako całkowicie zgermanizowaną dziewczynkę, pozbawioną pamięci o polskich korzeniach (w 1939 miała trzy lata). W dramatycznych okolicznościach i wbrew jej woli zabrał ją na powrót do Poznania z silnym postanowieniem repolonizacji. Lata powojenne to opis heroicznych zmagań ojca z córką, która stopniowo wracała do polskości, ale przede wszystkim odzyskiwała ufność i odbudowywała miłość do ojca. Okres szkolny i studencki (w tym pobyt w Szczecinku), to czas, w którym Gosia nie tylko utwierdzała się w swoim przywiązaniu do Polski i do ojca, ale także okres głębokich analiz swojego nietypowego losu i wynikających z niego komplikacji życiowych - zawieszenia między Polską i Niemcami, między ojcem a matką (którą Lucjan znienawidził), między dwoma językami i systemami wartości a w końcu między pokoleniem ojca a pokoleniem Gosi, która zarzucała ojcu letniość i brak prawdziwego zaangażowania w losy kraju, czy w politykę. Wstąpiła do ZMP, który jednak okazał się organizacją koniunkturalną i całkowicie ją zawiódł. Podczas powstania w czerwcu 1956 angażuje się po stronie protestujących poznaniaków. Silne zaangażowanie w sprawy kraju jest wyrazem jej potrzeby odnalezienia korzeni i tożsamości. Studiowała początkowo polonistykę, a potem germanistykę.
Zapis życia Lucjana Skobiela ma charakter na wpół oniryczny. Starszy już i schorowany człowiek wspomina swoje życie przesiadując na kanapie w poznańskim mieszkaniu, po otrzymaniu od Gosi pocztówki z wakacji w Zakopanem. Często przysypia, ulega różnym wizjom, budzi się, odczuwając bóle sercowe i sięgając po kolejne leki, które troskliwie poukładała mu Gosia przed wyjazdem. Rozważa swój stosunek i swoje uczucia przede wszystkim do córki i żony, ale też do innych osób, w tym zwłaszcza do Niemców, jako narodu i jako poszczególnych, napotkanych ludzi. Dręczą go wspomnienia śmierci dzieci podczas wojny - w powstaniu warszawskim, czy podczas egzekucji i pacyfikacji. Były one budulcem jego miłości do Gosi, podczas lat rozłąki. Powieść kończy się, kiedy Lucjan opowiedział już całą swoją historię. Silne wzruszenia wywołały u niego zawał serca. Autor nie dopowiada, czy Lucjan przeżył. Ostatnie jego słowa to: Gosiu....
Rachunek sumienia głównego bohatera wypada jednak pozytywnie. Nienawiść do żony uległa wypaleniu. Odzyskał córkę, jej miłość, zwrócił ją polskości i wychował na myślącą i krytyczną młodą osobę, która założyła szczęśliwą rodzinę, wychodząc za młodego chemika z Zakładów Cegielskiego (Witka). Wszystkie jego niepokoje wygasły - może uznać swoje życie za dopełnione.